# After Bathing at Baxter's
Albums de Jefferson Airplane
Surrealistic Pillow
(1967) Crown of Creation
(1968)
Singles
1. The Ballad of You and Me and Pooneil
Sortie : août 1967
2. Watch Her Ride
Sortie : octobre 1967

After Bathing at Baxter's est le troisième album du groupe américain Jefferson Airplane. Il  est sorti le 30 novembre 1967 sur le label RCA Records et a été produit par Al Schmitt.

## Présentation
Cet album sorti en 1967 représente une évolution musicale très importante par rapport aux deux premiers albums (Jefferson Airplane Takes Off et Surrealistic Pillow). Effectivement, ceux-ci étaient davantage versés dans la musique pop, avec des chansons courtes et des paroles peu recherchées (Somebody to Love). Au contraire, cet album abandonne définitivement ce style de musique et se dirige plutôt vers le rock psychédélique, musique rock largement influencée par les drogues hallucinogènes. Ainsi, After Bathing at Baxter's reflète l'usage très fréquent de LSD par le groupe par des chansons telles que reJoyce ou A Small Package of Value Will Come to You, Shortly. Le courant hippie dans lequel le groupe était largement impliqué influence plusieurs de leurs chansons sur cet album.
L'album est divisé en parties, un peu comme les albums concepts, qui ont fait leur apparition avec Pet Sounds des Beach Boys en 1966. Même si cet album ne peut être considéré comme un album concept, on remarque toutefois que cette innovation musicale était déjà en cours.
La pochette, qui s'étale sur deux volets, est due au célèbre dessinateur Ron Cobb.

## Liste des titres

### Face 1
- Streetmasse
  1. The Ballad of You & Me & Pooneil (Paul Kantner) – 4:29
  2. A Small Package of Value Will Come to You, Shortly (Spencer Dryden, Gary Blackman, Bill Thompson) – 1:39
  3. Young Girl Sunday Blues (Marty Balin, Kantner) – 3:33
- The War Is Over
  1.  Martha (Kantner) – 3:26 
  2. Wild Tyme (Kantner) – 3:08
- Hymn to an Older Generation
  1.  The Last Wall of the Castle (Jorma Kaukonen) – 2:40 
  2. reJoyce (Grace Slick) – 4:01

### Face 2
- How Suite It Is
  1.  Watch Her Ride (Kantner) – 3:11 
  2. Spare Chaynge (Jack Casady, Dryden, Kaukonen) – 9:12
- Shizoforest Love Suite
  1.  Two Heads (Slick) – 3:10 
  2. Won't You Try / Saturday Afternoon (Kantner) – 5:09

### Titres bonus
On retrouve également sur certaines rééditions en format CD les chansons suivantes :
1. The Ballad of You & Me & Pooneil (version longue en concert) (Kantner) – 11:04
2. Martha (version mono) (Kantner) – 3:26
3. Two Heads (version alternative) (Slick) – 3:15
4. Things Are Better in the East (démo) (Balin) – 2:31
5. Young Girl Sunday Blues (instrumental caché) – 3:59

## Musiciens
Jefferson Airplane
- Grace Slick : chant sur "rejoyce" and "Two Heads", piano, orgue, flûte à bec
- Paul Kantner : guitare rythmique, chant principal sur "The Ballad of You & Me & Pooneil", "Martha", "Wild Tyme", "Watch Her Ride" et Won't You Try / Saturday Afternoon"
- Jorma Kaukonen : guitare solo, sitar, chant principal sur "The Last Wall of the Castle"
- Marty Balin : chant, guitare rythmique
- Jack Casady : guitare basse
- Spencer Dryden : batterie, percussions, arrangements des cuivres

## Musiciens additionnels
- Bill Thompson: chœurs
- Gary Blackman: chœurs

## Charts
Charts album
| Pays       | Durée du classement | Meilleur classement |
| ---------- | ------------------- | ------------------- |
| États-Unis | 23 semaines         | 17e                 |

Charts single
| Date | Chart   | Titre                                | Durée du classement | Classement |
| ---- | ------- | ------------------------------------ | ------------------- | ---------- |
| 1967 | Hot 100 | The Ballad of You and Me and Pooneil | 6 semaines          | 42e        |
| 1967 | Hot 100 | Watch Her Ride                       | 4 semaines          | 61e        |